# حليمة مبارك
حليمة مبارك ورزازي من مواليد عام 1933م، دبلوماسية مغربية وناشطة في مجال حقوق الأنسان، ولها سيرة مهنية طويلة مع الأمم المتحدة وهي حاصلة على إجازة في الآداب من جامعة القاهرة.

## العمل والمناصب
اشتغلت ملحقة ثقافية بالسفارة المغربية بواشنطن (1959 و1967) قبل أن تنتخب سنة 1973 خبيرة لجنة الأمم المتحدة ضد الفصل العنصري والتمييز العنصري. كما شغلت منصب مديرة المنظمات الدولية في وزارة الخارجية المكلفة بالشؤون الخارجية والتعاون.
شغلت حليمة مبارك عدة مناصب هامة على المستوى الدولي كعضوية اللجنة التنفيذية للمعهد الدولي لحقوق الإنسان، ورئيسة مقررة سابقة لمجموعة العمل التابعة للجنة الفرعية للأمم المتحدة المكلفة بدراسة الممارسات التقليدية المضرة بصحة النساء والأطفال. عام 1992، انتخبت حليمة ورزازي رئيسة لمجموعة عمل الأمم المتحدة حول الأشكال الجديدة للعنصرية التابعة للجنة الفرعية لمكافحة التدابير التمييزية وحماية الأقليات (اللجنة الفرعية لحقوق الإنسان). كما شغلت عام 1997 منصب نائبة رئيس الدورة 49 للجنة الفرعية لمكافحة التدابير التمييزية وحماية الأقليات (اللجنة الفرعية لحقوق الإنسان).